# Verdens Hjerte
Verdens Hjerte (originaltitel: Hearts of the World) er en amerikansk stumfilm fra 1918 instrueret af D. W. Griffith.

## Medvirkende
- Lillian Gish som Marie Stephenson
- Robert Harron som Douglas Gordon Hamilton
- Dorothy Gish
- Adolph Lestina
- Josephine Crowell